# Andrey Gennadyevich Karlov
Andrei Gennadyevich Karlov (tiếng Nga: Андрей Геннадьевич Карлов; 4 tháng 2 năm 1954 – 19 Tháng 12 năm 2016) là một nhà ngoại giao người Nga, người từng là Đại sứ Nga tại Thổ Nhĩ Kỳ và trước đó là đại sứ tại Cộng hòa Dân chủ Nhân dân Triều Tiên. Vào tối ngày 19 tháng 12 năm 2016, Karlov bị ám sát tại một cuộc triển lãm trưng bày nghệ thuật tại Ankara, Thổ Nhĩ Kỳ, bởi Mevlut Mert Altıntaş, một sĩ quan cảnh sát Thổ Nhĩ Kỳ khi đang không làm nhiệm vụ.

## Thời trẻ và học vấn
Karlov sinh ra tại Moskva vào ngày 4 tháng 2 năm 1954. Năm 1976, Karlov tốt nghiệp Học viện quan hệ quốc tế nhà nước Moskva. Cùng năm đó, ông tham gia công việc ngoại giao.

## Sự nghiệp
Năm 1992, ông tốt nghiệp Học viện Ngoại giao của Bộ Ngoại giao Nga. Ông đã thành thạo tiếng Hàn, và phục vụ trong vai trò khác nhau trong đại sứ quán Liên Xô ở Triều Tiên 1979 – 1984, và 1986 – 1991, trước khi đảm nhiệm chức Đại sứ Nga tại CHDCND Triều Tiên từ năm 2001 đến năm 2006. Giữa năm 1992 và năm 1997, ông làm việc tại Đại sứ quán Nga tại Cộng hòa Dân chủ Nhân dân Triều Tiên.
Từ năm 2007 đến năm 2009, Karlov giữ chức Phó Cục trưởng Cục Lãnh sự Bộ Ngoại giao Nga. Ông được thăng chức giám đốc của bộ phận này trong tháng 1 năm 2009. Ông được bổ nhiệm làm đại sứ Thổ Nhĩ Kỳ vào tháng năm 2013.

## Vụ ám sát
Ngày 19 Tháng 12 năm 2016, lúc 8:15 giờ chiều, Karlov bị bắn chết bởi Mevlut Mert Altıntaş, một sĩ quan cảnh sát Thổ Nhĩ Kỳ đang nghỉ trực, 22 tuổi, tại một cuộc triển lãm nghệ thuật ở Ankara, Thổ Nhĩ Kỳ.
Một đoạn video của vụ tấn công cho thấy sát thủ gào lên: "Đừng quên Aleppo, đừng quên Syria" và "Allahu Akbar" (Thánh Allah vĩ đại) trong khi giữ một khẩu súng trong tay và vẫy khác trong không khí. Kẻ tấn công cũng hét lên, "Đứng lại! Đứng lại! Chỉ có cái chết sẽ đưa tôi ra khỏi đây. Bất cứ ai có một vai trò trong sự đàn áp này sẽ chết từng người một." Kẻ tấn công hét lên bằng tiếng Ả Rập và tiếng Thổ Nhĩ Kỳ. Sát thủ này, những người đã được mặc một bộ đồ và cà vạt, nổ súng tại Karlov ở khoảng điểm trống trong khi các đại sứ đã cung cấp bài phát biểu của mình. Những thước phim ám sát cho thấy rằng Karlov đã không biết về sự nguy hiểm của mình tại bục cho đến khi viên đạn đầu tiên trúng người ông.
Vụ ám sát diễn ra sau nhiều ngày biểu tình của người dân Thổ Nhĩ Kỳ qua sự tham gia của Nga trong cuộc nội chiến ở Syria và những trận so Aleppo, mặc dù chính phủ Nga và Thổ Nhĩ Kỳ đã đàm phán một thỏa thuận ngừng bắn.
Andrei Karlov là đại sứ thứ tư của Nga đã thiệt mạng trong khi làm nhiệm vụ.